# Nicole Geffers
Nicole Geffers (geboren 7. Mai 1970) ist eine deutsche Juristin, Rechtsanwältin und Richterin. Seit 2018 ist sie Mitglied des Verfassungsgerichts Hamburg.

## Ausbildung
Nach ihrer zweijährigen Ausbildung zur Versicherungskauffrau bei der Allianz Versicherungs-AG in Bremen studierte Nicole Geffers ab 1991 Rechtswissenschaften an der Christian-Albrechts-Universität zu Kiel und an der Universitat de Barcelona. 1997 beendete das Studium mit der Ersten Juristischen Staatsprüfung und schloss ein Promotionsstudium an. Es folgte ein Rechtsreferendariat in den Jahren 1998 bis 2000 beim Hanseatischen Oberlandesgericht in Bremen mit Auslandsstationen in Quito, Ecuador, und Plymouth, England. An dessen Ende legte Nicole Geffers in Hamburg mit dem Ergebnis vollbefriedigend die Zweite Juristische Staatsprüfung ab. 2005 promovierte sie an der Bucerius Law School Hochschule für Rechtswissenschaft. 2009 absolvierte sie die Ausbildung Mediation für Richterinnen und Richter.

## Beruflicher Werdegang
Zwischen 2001 und 2003 arbeitete Nicole Geffers als angestellte Rechtsanwältin mit dem Schwerpunkt Gesellschaftsrecht bei Freshfields Bruckhaus Deringer in Hamburg. Im Anschluss daran trat sie im  Dezember 2003 als Richterin auf Probe in den höheren Justizdienst Hamburgs ein. Zwischen 2003 und 2005 führte sie einen Dienstleistungsauftrag beim Sozialgericht Hamburg als Vorsitzende einer Kammer für Angelegenheiten der Rentenversicherung der Arbeiter aus, anschließend war sie zwei Jahre lang Mitglied der Zivilkammer 2, die für Versicherungsrecht zuständig war.
2006 wurde sie zur Richterin am Landgericht Hamburg ernannt und war bis 2007 Mitglied der Großen Strafkammer (Schwurgerichtskammer). Im Anschluss daran war sie von Januar 2007 bis Dezember 2008 mit einem Umfang von 75 % Präsidialrichterin in der Verwaltung des Landgerichts und ab Juni 2007 zusätzlich im Umfang von 25 % Mitglied der Zivilkammer.
Anfang  2009  war sie für sechs Monate zur Erprobung an das Hanseatische Oberlandesgericht als Beisitzerin im 11. Zivilsenat abgeordnet. Für die zweite Jahreshälfte 2009 erhielt sie eine Abordnung an das Amtsgericht Hamburg als Vorsitzende einer allgemeinen Strafabteilung.  Im Dezember 2009 wurde sie zur Richterin am Oberlandesgericht ernannt und ab Januar 2010 für zwei Jahre als Leiterin der Personalabteilung an die Justizbehörde abgeordnet. Im Januar 2013 wurde sie als Vorsitzende Richterin an das Landgericht Hamburg versetzt und war dort sieben Jahre lang Vorsitzende Richterin in der Zivilkammer 2 für Banken- und Verkehrsrecht. Seit April 2020 ist Nicole Geffers Vorsitzende der Kammer 1 für Handelssachen.
Am 13. März 2018 schlug der Senat der Bürgerschaft der Freien und Hansestadt Hamburg Nicole Geffers als vertretendes Mitglied des Verfassungsgerichts Hamburg vor. Die Juristin wurde für eine sechsjährige Amtszeit gewählt.

## Ämter und Mitgliedschaften
- Seit 2010: Mitglied des Vorstands des Hamburgischen Richtervereins[1]
- Seit 2014: Stellvertretende Vorsitzende des Hamburgischen Richtervereins
- 2015–2019: Stellvertretende Vorsitzende des Richterrats des Landgerichts Hamburg[1]
- Seit 2017: Ordentliches Mitglied des Landespersonalausschusses
- Seit 2019: Vorsitzende des Richterrats des Landgerichts
- Mitglied des Vorstandes von Rechtsstandort Hamburg e. V.[3]

## Engagement
2004 unterzeichnete Nicole Geffers einen Appell an den Hamburger Senat und die Bürgerschaft, mit dem die Schließung des ersten Hamburger Frauenhauses zum 1. Januar 2005 verhindert wurde.

## Publikationen (Auswahl)
Die Bedeutung des § 134 BGB für die Tathandlungen der Vermögensdelikte im Strafgesetzbuch. Konstanzer Schriften zur Rechtswissenschaft 211, ISBN 3896499238